# Antonio Masselotte
Antonio Masselotte est un peintre québécois né le 10 octobre 1887 et décédé le 27 janvier 1983.

## Biographie
Vers 1910, Masselotte réalise des études à l'École des arts et métiers de Québec. Il est l'élève de son père, Paul-Gaston Masselotte, Charles Huot et d'Edmond Lemoine. Il poursuit son apprentissage en 1911 à l'Académie Colarossi et chez le peintre Van Alken, peintre portraitiste. Il réalise en 1921, un second voyage en Europe. Au cours de sa carrière, il réalise des œuvres pour des églises dans différentes villes du Québec : Montmagny, Sainte-Luce, Sayabec, Val-Brillant, etc.

## Musées et collections publiques
- Musée de la civilisation, Québec[4]
- Musée national des beaux-arts du Québec[5]
- Musée Pierre-Boucher, Trois-Rivières

## Hommages

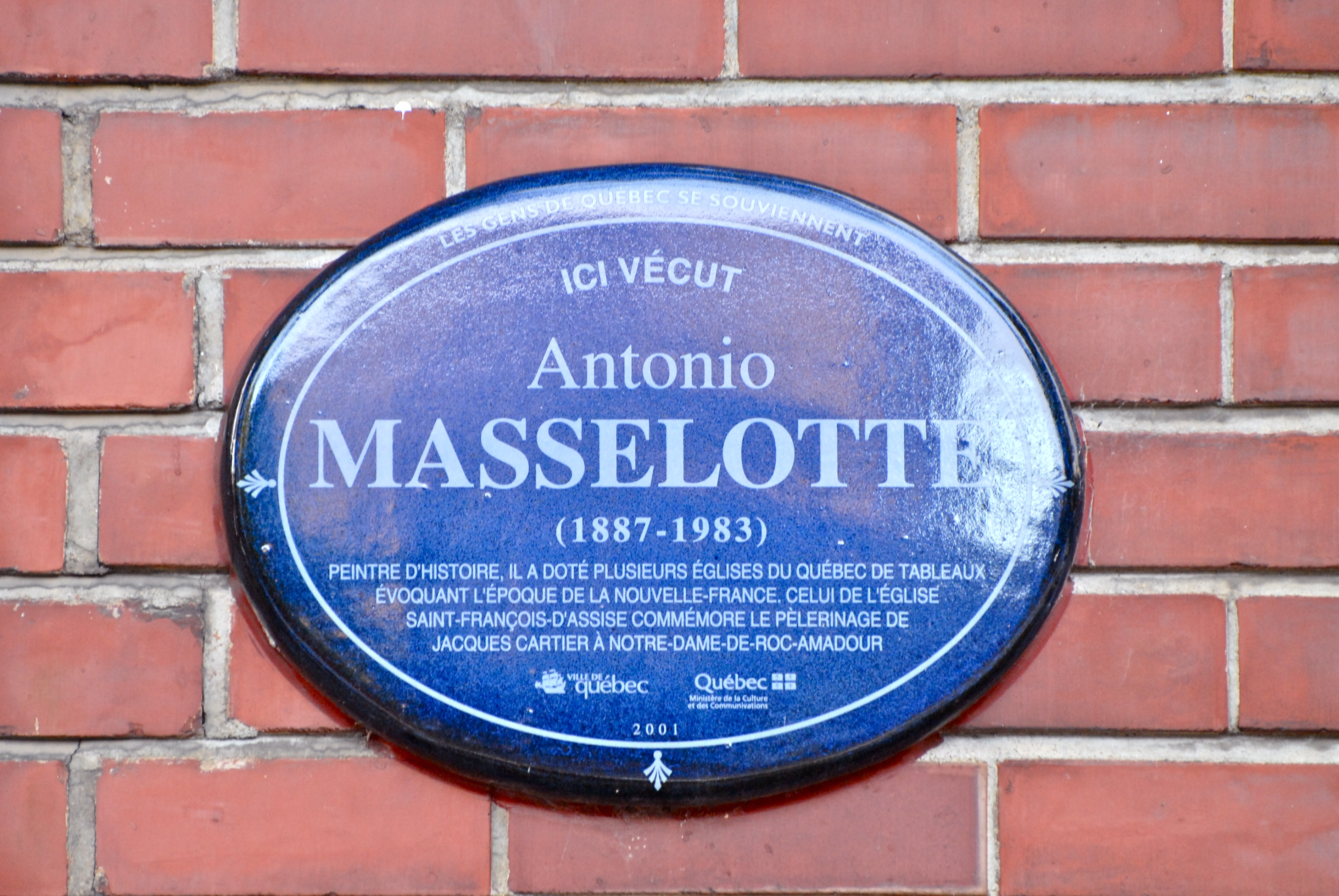
Plaque en mémoire d'Antonio Masselotte, sur une maison de la rue Fraser, Ville de Québec

- Une plaque "Ici vécut de la ville de Québec est présente au 245 rue Fraser, en son honneur, pour indiquer son ancien lieu de résidence.